# クロノノーツ
クロノノーツ（Chrononauts）は、プレイヤーが秘密の任務を命じられたタイムトラベラーとなって、過去に起きた歴史上の出来事を改変・保全することで勝利を目指すカードゲームである。アメリカの近現代史がテーマとなっており、ゲームを通じてアメリカの歴史を学ぶことができる。2001年にオリジン賞を受賞。日本では公式に販売されていない。

## セット内容
カード構成は以下の通り。
- タイムラインカード - 1865年から1999年に起こった歴史上の出来事を表したカード。ゲームボードとしての役割を果たす。
  - リンチピン - 基軸となる出来事で後の歴史に影響を与える。固有のアイコンが描かれている。
  - リップルポイント - リンチピンから影響を受ける歴史であり、つながりのあるリンチピンのアイコンが書かれている。
- IDカード - プレイヤーが帰還するために改変・保全すべき歴史が書かれている。
- ミッションカード - プレイヤーに託されたミッションが書かれている。
- クロノノーツカード - ゲーム中にプレイするカード。
  - インバーター - リンチピンの歴史を改変する。
  - パッチ - パラドックスを修復（＝リップルポイントの歴史を改変）する。
  - アーティファクト - プレイしたプレイヤーの前に置かれる。ミッション完遂に必要。
  - ガジェット - プレイしたプレイヤーの前に置かれる。持ち主に特別な効果をもたらす。
  - アクション - 1回使い切りのイベントカード。
  - タイムワープ - 時間に関連した効果を持つイベントカード。

## 基本ルール

### 準備
- タイムラインカードを時系列順に並べる。
- IDカードとミッションカードを、各プレイヤーに1枚配る。
- クロノノーツカードを、各プレイヤーに3枚配る。
- 最初のプレイヤーを決める - 全員で現在時刻を予想し、最も正解に近かった人からプレイを開始する。

### ゲームの勝敗
ゲームに勝利するには、以下の3つの方法がある。
- 帰還：IDカードに記された通りに歴史を改変・保全する。
- ミッション完遂：ミッションカードに記された3つのアーティファクトをすべて集める[1]。（手札として持っているのではなく、プレイして自分の前に置かれた状態でなければならない。）
- 手札を10枚以上にする。（IDカードとミッションカードは手札には含まれない。）

上記条件のどれか1つ以上を満たし、自分のターンの終了時に勝利宣言したプレイヤーの勝利となる。勝利宣言は自分のターンの終了時にしかできない。勝利宣言を忘れて次のプレイヤーのターンになってしまった場合、自分のターンを待たなければならない。
- 宇宙崩壊：タイムライン上にパラドックスが13個以上発生すると、プレイヤー全員が敗北する[2]。

### ゲームの手順
プレイヤーは自分のターンにいずれかの行動をとる。
- カードを1枚引いて手札とし、手札から1枚プレイする（プレイしなくてもよい）。
- 先に手札からカードを2枚捨て、2枚引いて手札とする（カードをプレイすることは出来ない）。

### メモ
- タイムワープの1つ Memo From Your Future Self （略称：Memo） は自分のターンでなくてもプレイできる唯一のカードである。
- Memo は直前にプレイされたカードを無効にできる。
- Memo を使うことができるのは、カードがプレイされてから次のプレイヤーがカードを引くまでの短い間だけである。
- 一度勝利宣言されてしまうと、直前にプレイされたカードを無効にすることは出来ない。
- Memo の効果は別の Memo で打ち消すことができる。

### タイムライン
- ゲーム開始時にはすべてのカードが表向き（正常な歴史）に並べられている。リンチピンの裏面は改変された歴史、リップルポイントの裏面はパラドックスになっている。
- インバーターによってリンチピンの歴史が改変されると、つながりのあるリップルポイントも裏返されてパラドックスが発生する。
- リップルポイントには複数のリンチピンから影響を受けるものがあり、パラドックスを発生させるリンチピンが AND や OR によって条件づけられている。
- 該当する歴史のパッチをプレイすることでパラドックスを修復（＝リップルポイントの歴史を改変）することができる。パラドックスを修復したプレイヤーは Time Repair Agency からの報酬としてカードを1枚引くことができる。
- インバーターによってリンチピンが元の歴史に戻されると、発生していたパラドックスも元の歴史に戻る。パラドックスが修復されていた場合はパッチが外され元の歴史に戻る。

1945年
1945年のリップルポイントは、3つのリンチピンから改変の影響を受ける。
1945年のパラドックスを修復するパッチは4種類あり、それぞれプレイできる条件が限られている。また、リンチピンの改変によってパッチが無効化されやすい。
1962年
1962年に発生したパラドックスが修復されると、1962年以降の歴史が分断され ÜberParadox と呼ばれる状態になる。
ÜberParadox は1つの巨大なパラドックスであり、発生すると1962年より後の歴史を改変・修復することができなくなる。

## 遊び方のバリエーション
- SOLONAUTS - プレイ人数：1人。インバーターとパッチで作った山札を使い切る前に、8人のタイムトラベラーを元の時間軸へ帰還させる。
- ARTIFAXX - プレイ人数：2～4人。ミッションカードに書かれたアーティファクトを集める。タイムトラベル要素を除いた遊び方。
- ÜberChrononauts - クロノノーツとEACを組み合わせて巨大なタイムラインで遊ぶ。ゲームに勝利するには3つの条件を達成しなければならない。

## シリーズ作品

### 拡張パック
- Lost Identities - 公式ホームページでファンからの投稿を元に作られた。IDカード：13枚、ミッションカード：1枚。（2001年発売）
- Early American Chrononauts（略称：EAC） - 1770～1916年のアメリカ史をテーマにした続編で、この製品だけで遊ぶことができる。クロノノーツと組み合わせることで ÜberChrononauts をプレイすることも可能。（2004年発売）
- The Gore Years - 2000～2008年の歴史追加セット。タイムライン：5枚、パッチ：3枚、IDカード：3枚。（2009年10月23日発売）

### プロモーションカード
コンベンションで配布する販促用に作られた。
- Jade Statue of Tirade（アーティファクト） - 2001年7月にオリジン・ゲーム・フェアで配布された。
- German Cake（アーティファクト） - 2002年9月に Dragon Con 2002 で配布された。
- Really Fast Time Machine（ガジェット） - 2004年6月にオリジン・ゲーム・フェアで配布された。
- Teeny Tiny Time Machine（ガジェット） - 2004年8月に Gen Con Indy 2004 で配布された。
- Mating Pair of Pterodactyls（アーティファクト） - 2004年9月に Dragon Con 2004 で配布された。
- Carl Sagan's Joint（ガジェット） - 2004年夏のコンベンションで配布された。
- Beatles Reunion Album（アーティファクト） - 同社製品である フラックス の拡張パック：Fluxx Blanxx に封入されていた。
- ÜberChrononauts Gold Watch - 2005年6-7月にオリジン・ゲーム・フェアで配布された。（現在は入手不可）

### リリース履歴
大幅に変更された点のみ記述。（プロモーションカードから採用されたものには * を付記）
初版 - 2000年10月発売
第2版 - 2002年7月頃発売
- 1962年のパラドックス発生の条件変更（Paradox if: 1943' and 1957' → Paradox if: 1943' or 1957'）

第3版 - 2005年12月発売
- カード4枚入替え（ Reverse Fate / Restore History ×3 → German Cake* / Jade Statue of Tirade* / Teeny Tiny Time Machine* / Really Fast Time Machine*）

第4版 - 2009年10月23日発売
- パッケージのデザイン変更
- カードを4枚追加（Restore History / 1945d: Tokyo Nuked / Sarah the Triceratops / Beatles Reunion CD*）